# Sucre (moneda)

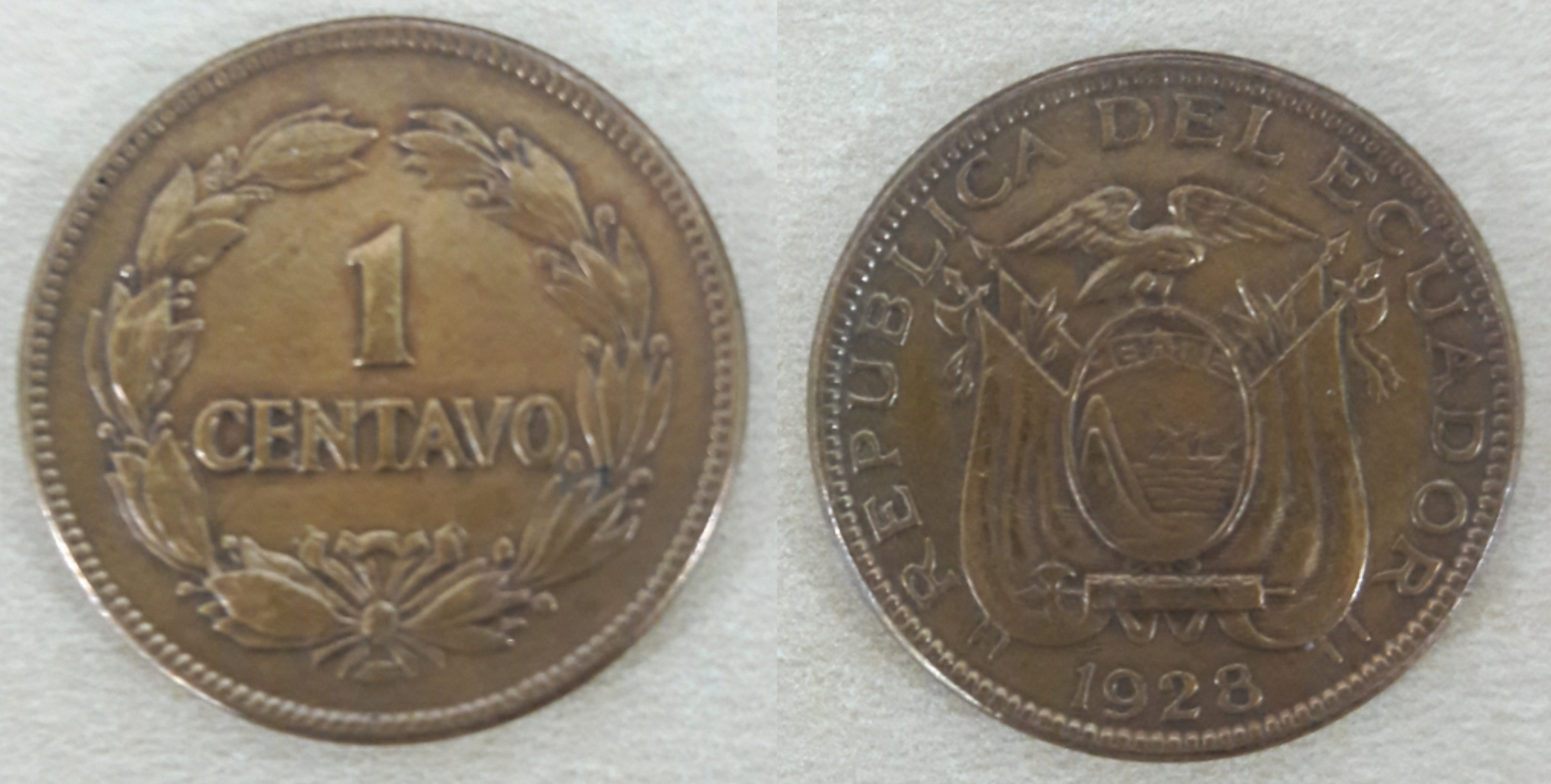
1 centaus de 1928

El sucre ha estat la moneda tradicional de la República de l'Equador des de 1884 fins a l'any 2000. Tenia el codi ISO 4217 ECS i el seu símbol era S/. Es dividia en 100 centaus (centavos), tot i que la fracció ja feia anys que no s'utilitzava.
Fou creada en substitució de l'antic peso equatorià en termes paritaris (1:1) i va adoptar aquest nom en honor d'Antonio José de Sucre, líder independentista sud-americà. Arran d'una gran crisi financera, fou substituïda pel dòlar dels Estats Units el 9 de setembre del 2000 a una taxa de canvi de 25.000 sucres per dòlar. L'Equador actualment emet les seves pròpies monedes de centavos, amb la mateixa mida i valor que els cents homònims del dòlar nord-americà.
Emesa pel Banc Central de l'Equador (en espanyol Banco Central del Ecuador), en el moment de la seva substitució pel dòlar en circulaven monedes de 100, 500 i 1.000 sucres i bitllets de 5.000, 10.000, 20.000 i 50.000 sucres.

## Models de bitllet
| Denominació   | Imatge        | Va circular des de | Dimensions  | Personatge                                | Revers                |
| ------------- | ------------- | ------------------ | ----------- | ----------------------------------------- | --------------------- |
| 5 sucres      | 5 sucres      | 1928               | 140 x 65 mm | Antonio José de Sucre                     | Escut de l'Equador    |
| 10 sucres     | 10 sucres     | 1928               | 140 x 65 mm | Sebastián de Benalcázar                   | Escut de l'Equador    |
| 20 sucres     | 20 sucres     | 1928               | 140 x 65 mm | Església de la Companyia de Jesús a Quito | Escut de l'Equador    |
| 50 sucres     | 50 sucres     | 1928               | 140 x 65 mm | Columna a los próceres del 9 de octubre   | Escut de l'Equador    |
| 100 sucres    | 100 sucres    | 1928               | 140 x 65 mm | Simón Bolívar                             | Escut de l'Equador    |
| 500 sucres    | 500 sucres    | 1944               | 140 x 65 mm | Dr. Eugenio de Santa Cruz y Espejo        | Escut de l'Equador    |
| 1.000 sucres  | 1.000 sucres  | 1944               | 140 x 65 mm | Rumiñahui                                 | Escut de l'Equador    |
| 5.000 sucres  | 5.000 sucres  | 1987               | 140 x 65 mm | Juan Montalvo                             | Geochelone nigra      |
| 10.000 sucres | 10.000 sucres | 1988               | 140 x 65 mm | Vicente Rocafuerte                        | Plaza Grande de Quito |
| 20.000 sucres | 20.000 sucres | 1995               | 140 x 65 mm | Gabriel García Moreno                     | Escut de l'Equador    |
| 50.000 sucres | 50.000 sucres | 1996               | 140 x 65 mm | Eloy Alfaro                               | Escut de l'Equador    |